# Thomas Howard, 3:e hertig av Norfolk
Thomas Howard, earl av Surrey, sedermera 3:e hertig av Norfolk, född 1473, död 25 augusti 1554 i Kenninghall i Norfolk, var en engelsk statsman.

## Biografi
Thomas Howard var son till Thomas Howard, 2:e hertig av Norfolk, och blev genom sitt giftermål 1495 med Edvard IV:s dotter Anna av York besläktad med kungahuset (i sitt andra äktenskap var han gift med Elizabeth Stafford). Han var bror till Elizabeth och Edmund Howard, varigenom han blev såväl Anne Boleyns morbror som Katarina Howards farbror. Han anförde förtruppen i slaget vid Flodden 1513 och fick 1514 titeln earl av Surrey.
1513 blev Howard riksamiral, var 1520–1521 lordlöjtnant på Irland, blev 1522 faderns efterträdare som riksskattmästare och ärvde 1524 hans hertigvärdighet. Han ledde 1521–1522 ett par härnadståg mot de franska kusterna och företog 1523 under omfattande härjningar ett fälttåg inåt Skottland. Till kardinal Wolseys fall bidrog Howard nitiskt, men bemödade sig förgäves om att vinna samma inflytande som denne utövat över kungen, och förblev Henrik VIII:s lydiga redskap, till exempel vid undertryckandet 1536 av de nordengelska katolikernas uppror (pilgrimage of grace) och vid blodsdomen över hans systerdotter, drottning Anne Boleyn, samma år. Han belönades med rika förläningar av de klostergodss som indragits till kronan. År 1533 hade han även lyckats förhandla fram ett äktenskap mellan dottern Mary och kungens oäkta son Henrik Fitzroy, 1:e hertig av Richmond och Somerset, vilket var ett tecken på familjen Howards inflytande.
Howard motarbetade som god katolik Thomas Cromwells protestantiska politik och framlade 1539 i överhuset förslag om antagande av de strängt katolska "sex artiklarna". Efter Cromwells fall gynnade han kungens passion för sin brorsdotter Katarina Howard, men vann ej heller genom hennes upphöjande till drottning sin maktlystnads mål och upptog därför med likgiltighet att hon 1542 delade Anne Boleyns öde. Under Henrik VIII:s sista levnadsår uppblossade en häftig strid om makten under den unge tronföljarens minderårighet mellan Howard och släkten Seymour, vars huvudman, Edward Seymour, lyckades intala kungen att Howard och hans son Henry umgicks med högförrädiska planer på att i katolskt syfte ändra tronföljden. De insattes bägge i Towern i december 1546 och dömdes till döden.
Sonen avrättades, och Thomas Howard skulle 28 januari 1547 undergå samma öde, men räddades genom underrättelsen att kungen på natten avlidit. Han kvarhölls emellertid i fängelset till Marias tronbestigning 1553, då han återfick sin hertigtitel och plats i rådet. Howard främjade nu planerna på drottningens förmälning med Filip II och deltog trots sin höga ålder 1554 i undertryckandet av Wyatts protestantiska upprorsförsök.